# Coelioxys emarginata
Coelioxys emarginata är en biart som beskrevs av Förster 1853. Coelioxys emarginata ingår i släktet kägelbin, och familjen buksamlarbin. Inga underarter finns listade i Catalogue of Life.